# Jan Gunnar Solli
Jan Gunnar Solli (Arendal, Noruega, 19 de abril de 1981) es un futbolista noruego, se desempeña como un todocampista, siendo capaz de jugar como lateral, extremo o centrocampista. Actualmente juega en el Vålerenga.

## Clubes
| Club               | País           | Año         | Partidos | Goles |
| Odd Grenland       | Noruega        | 2000 - 2003 | 54       | 0     |
| Rosenborg BK       | Noruega        | 2003 - 2006 | 85       | 3     |
| SK Brann           | Noruega        | 2007 - 2010 | 97       | 8     |
| New York Red Bulls | Estados Unidos | 2011 - 2012 | 55       | 3     |
| Vålerenga Fotball  | Noruega        | 2013 -      | 6        | 0     |

## Palmarés
- Tippeligaen: 2002-03, 2003-04, 2005-06, 2006-07
- Copa de Noruega: 2007

- Datos: Q979563
- Multimedia: Jan Gunnar Solli / Q979563